# Chilabothrus inornatus
Chilabothrus inornatus — вид змій родини удавових (Boidae). Ендемік Пуерто-Рико.

## Поширення і екологія
Chilabothrus inornatus є ендеміками острова Пуерто-Рико. Вони живуть в різноманітних природних середовищах, зокрема у вологих і сухих тропічних лісах, карстових ландшафтах і печерах, в садах та на плантаціях, поблизу людських поселень. Зустрічаються на висоті до 480 м над рівнем моря. Живляться ссавцями, птахами і ящірками. Яйцеживородні, самиці народжують 23-26 дитинчат.